# 國際開放源碼研討會
國際開放源碼研討會（英語：International Conference on Open Source，簡稱ICOS）是自1999年起，由中央研究院的蕭百翔、王佑中發起，開始在臺灣舉辦的一項開放源碼活動，是台灣自由軟體運動的主要研討會。最初的活動名稱為Open Source Workshop（OSW），由中央研究院資訊所舉辦。第二年，由社群的成員winggy, freedom和knight接棒辦理。持續兩年舉辦，在2001年舉辦了第一屆的ICOS，之後2001年-2003年的ICOS每年在中央研究院的資訊科學所內舉行。政府單位自2002年開始推行自由軟體，並在中研院資訊科學研究所成立了自由軟體鑄造場計畫，在之後協助多次ICOS活動的籌備與舉辦。

## OSW時期
第一年的OSW主要討論了開放源碼對台灣的影響，和i18n/l10n、系統應用開發分享等議題，第二年延續前一年的話題，加強軟體開發、開放源碼所遇到的法律相關議題，在議程中，也討論了計畫籌組一個法人或社團，來持續運作各項活動。隨後促成了軟體自由協會（Software Liberty Association of Taiwan，簡稱SLAT）的成立。

## ICOS時期
於2002年八月的研討會中，第一次出版論文集，分成Technical Session（七篇） Social Session（二篇） Tutorial Session （三篇）共十二篇論文。在2003年七月，計有八篇論文發表，外加國科會Linux研究計畫的成果發表。
2005年進一步跟國科會的成果發表合辦。2006年，因ICOS議題方向轉變，不符許多過往與會者的需求，部份社群人士自行籌辦了COSCUP。

## 相關網站
- OSW99  https://web.archive.org/web/20011204201854/http://twopensource.org/osw99/index.html panel video record （页面存档备份，存于）
- OSW00  https://web.archive.org/web/20011024150235/http://twopensource.org/osw00/index.html
- ICOS01 https://web.archive.org/web/20011204201039/http://twopensource.org/icos01/
- ICOS02 https://web.archive.org/web/20041009175859/http://twopensource.org/icos02/
- ICOS03 https://web.archive.org/web/20041009181223/http://twopensource.org/icos03/
- ICOS04 https://web.archive.org/web/20050308172429/http://www.slat.org/icos/icos04/
- ICOS05 https://web.archive.org/web/20051105020443/http://2005.icos.org.tw/
- ICOS06 https://web.archive.org/web/20090204130442/http://icos2006.fcu.org.tw/, ICOS wiki
- ICOS07 http://www.slat.org/icos2007/ （页面存档备份，存于）
- ICOS08 https://web.archive.org/web/20090325033954/http://www.slat.org/icos2008/
- ICOS09 http://www.slat.org/icos2009/%5B%5D
- ICOS2010 http://www.slat.org/icos2010/ （页面存档备份，存于）
- ICOS 2011 http://www.slat.org/icos2011/ （页面存档备份，存于）